# Darren Chalmers
Darren Chalmers (ur. 26 czerwca 1970 w Vancouver) – kanadyjski snowboardzista. Startował w gigancie na igrzyskach w Nagano, ale nie ukończył zawodów. Na mistrzostwach świata jego najlepszym wynikiem jest 7. miejsce w gigancie równoległym na mistrzostwach w Berchtesgaden. Najlepsze wyniki w Pucharze Świata osiągnął w sezonie 1998/1999, kiedy to zajął 11. miejsce w klasyfikacji generalnej.
W 2002 r. zakończył karierę.

## Sukcesy

### Igrzyska olimpijskie
| Miejsce | Dzień    | Rok  | Miejscowość | Konkurencja | Zwycięzca       |
| ------- | -------- | ---- | ----------- | ----------- | --------------- |
| DNF     | 8 lutego | 1998 | Nagano      | Gigant      | Ross Rebagliati |

### Mistrzostwa Świata
| Miejsce | Dzień       | Rok  | Miejscowość          | Konkurencja       | Zwycięzca           |
| ------- | ----------- | ---- | -------------------- | ----------------- | ------------------- |
| 9.      | 27 stycznia | 1996 | Lienz                | Gigant            | Jeff Greenwood      |
| 21.     | 22 stycznia | 1997 | San Candido          | Gigant            | Thomas Prugger      |
| 22.     | 23 stycznia | 1997 | San Candido          | Slalom            | Bernd Kroschewski   |
| 17.     | 26 stycznia | 1997 | San Candido          | Snowboardcross    | Helmut Pramstaller  |
| 62.     | 13 stycznia | 1999 | Berchtesgaden        | Gigant            | Markus Ebner        |
| 7.      | 14 stycznia | 1999 | Berchtesgaden        | Gigant równoległy | Richard Richardsson |
| 27.     | 17 stycznia | 1999 | Berchtesgaden        | Snowboardcross    | Henrik Jansson      |
| 13.     | 22 stycznia | 2001 | Madonna di Campiglio | Gigant            | Jasey-Jay Anderson  |
| DNS     | 24 stycznia | 2001 | Madonna di Campiglio | Gigant równoległy | Nicolas Huet        |
| 14.     | 26 stycznia | 2001 | Madonna di Campiglio | Slalom równoległy | Gilles Jaquet       |

### Puchar Świata

#### Miejsca w klasyfikacji generalnej
- 1994/1995 – –
- 1995/1996 – 26.
- 1996/1997 – 20.
- 1997/1998 – 56.
- 1998/1999 – 11.
- 1999/2000 – 60.
- 2000/2001 – 88.
- 2001/2002 – –

#### Miejsca na podium
1. Zell am See – 23 listopada 1996 (Snowcross) – 3. miejsce
2. Oberstdorf – 27 lutego 1998 (Gigant) – 1. miejsce
3. Grächen – 22 stycznia 1999 (Snowcross) – 1. miejsce
4. Madonna di Campiglio – 25 stycznia 1999 (Gigant) – 1. miejsce